# Rothes F.C.
Rothes Football Club là một câu lạc bộ bóng đá chuyên nghiệp Scotland thi đấu ở Highland Football League. Đội bóng được thành lập năm 1938 và thi đấu trên sân nhà Mackessack Park ở Rothes, một thị trấn nhỏ gần Elgin ở Moray. Trang phục thi đấu của họ là áo màu quýt, được kế thừa từ màu của Dundee United sau khi mua lại dàn đèn ở Tannadice Park. Rothes vô địch Highland League một lần ở mùa giải 1958–59.

## Đội hình hiện tại
Tính đến 30 tháng 1 năm 2016

Ghi chú: Quốc kỳ chỉ đội tuyển quốc gia được xác định rõ trong điều lệ tư cách FIFA. Các cầu thủ có thể giữ hơn một quốc tịch ngoài FIFA.
| Số | VT | Quốc gia | Cầu thủ          |
| -- | -- | -------- | ---------------- |
| —  | TM | Scotland | Jack Faren       |
| —  | TM | Scotland | Matthew Mackie   |
| —  | TM | Scotland | Brad McCullagh   |
| —  | HV | Scotland | Gary Ewen        |
| —  | HV | Scotland | Donald Horsburgh |
| —  | HV | Scotland | Connor Brian     |
| —  | HV | Scotland | Andrew Corbett   |
| —  | HV | Scotland | Nathan Smith     |
| —  | HV | Scotland | Stuart Thomson   |
| —  | HV | Scotland | Kevin Shortreed  |

| Số | VT | Quốc gia | Cầu thủ            |
| -- | -- | -------- | ------------------ |
| —  | TV | Scotland | Gary Gallagher     |
| —  | TV | Scotland | Jack Lingard       |
| —  | TV | Scotland | Calum Mcintosh     |
| —  | TV | Scotland | Ryan McPherson     |
| —  | TV | Scotland | Andrew Ross        |
| —  | TV | Scotland | Graham Shand       |
| —  | TV | Scotland | Aiden Wilson       |
| —  | TĐ | Ba Lan   | Mattuisz Bobrowski |
| —  | TĐ | Scotland | Rack Jeid          |
| —  | TV | Scotland | Jack Melville      |
| —  | TV | Brasil   | James Rodriguez    |

## Quản lý
- Huấn luyện viên: Fraser Bremner
- Trợ lý huấn luyện viên: Nathan Sharp
- Huấn luyện viên thể lực: Scott Riddoch

## Danh hiệu
- Vô địch Highland League:

1958–59
- Vô địch North of Scotland Cup:

1958–59, 1978–79
- Vô địch Campbell Charity Cup:

1949–50